# محلول كارنوي
محلول كارنوي هو مثبت يتكون من 60% من الإيثانول و30% من الكلوروفورم و10% من حمض الخليك الجليدي.
يتكون محلول كارنوي من:
- 1 جرام من كلوريد الحديد (FeCl) الذي يذوب في 24 مل من الكحول المطلق
- 12 مل من الكلوروفورم
- 4 مل من حمض الخليك الجليدي

هذه هي نفس النسب من حيث الحجم والصيغة السابقة، مع إضافة كلوريد الحديد.

## الاستخدامات
تنحصر بعض استخدامات محلول كارنوي في:
- تطوير الكشف عن العقدة الليمفاوية أثناء تشريح الجثث.[3]

تثبيت *الكيمياء المناعية وفحص مستقبلات N-ميثيل حمض الأسبارتيك D في حصين (تشريح) الفئران .
- الاستخدام مباشرة بعد الاستئصال لمعالجة أورام سنية كيراتينية.[5][6][7]
- في بعض الحالات، يتم استخدامه مباشرة بعد استئصال أنواع معينة من الورم الأرومي.[8] يبدو أن ذلك يقلل من احتمالية تكرار الاستئصال لأكثر من وحدة.[9] ويبدو أن تخثر البروتين يحد من امتصاص هذه المواد السامة عن طريق الأنسجة المحيطة به ولكن الواقع يحد من فائدتها كعامل للعلاج بشكل عام.
- يستخدم كمثبت في عينات لطاخة بابا نيكولاو.[10]
- كعامل تثبيتي للحمض النووي والميتوكوندريا في الأنسجة المختلفة.[11]
- كعامل تثبيتي للحفاظ على المخاط ويعد عاملًا مفيدًا في إعداد الأنسجة قبل تلطيخ القاعدة بحمض شيف الدوري.[12]